# Podere Pantaleone
Podere Pantaleone este o arie protejată (arie specială de conservare — SAC, sit de importanță comunitară — SCI) din Italia întinsă pe o suprafață de 9 ha, integral pe uscat.

## Localizare
Centrul sitului Podere Pantaleone este situat la coordonatele 44°25′38″N 11°58′18″E / 44.4272°N 11.9717°E.

## Înființare
Situl Podere Pantaleone a fost declarat sit de importanță comunitară în iulie 2006 pentru a proteja 41 de specii de animale. Situl a fost protejat și ca arie specială de conservare în martie 2019.

## Biodiversitate
Situată în ecoregiunea continentală, aria protejată conține 2 habitate naturale: Pajiști uscate seminaturale și facies de acoperire cu tufișuri pe substraturi calcaroase (Festuco-Brometalia) (* situri importante pentru orhidee), Lacuri eutrofice naturale cu vegetație de tip Magnopotamion sau Hydrocharition.
La baza desemnării sitului se află mai multe specii protejate:
- păsări (36): uliu păsărar (Accipiter nisus), ciocârlie-de-câmp (Alauda arvensis), rață mare (Anas platyrhynchos), lăstunul mare (Apus apus), ciuf-de-pădure (Asio otus), șorecarul comun (Buteo buteo), șorecar încălțat (Buteo lagopus), porumbel gulerat (Columba palumbus), cuc (Cuculus canorus), lăstun de casă (Delichon urbicum), măcăleandru (Erithacus rubecula), vânturel de seară (Falco vespertinus), Hippolais polyglotta, rândunică (Hirundo rustica), capîntortură (Jynx torquilla), sfrâncioc roșiatic (Lanius collurio), codobatură galbenă (Motacilla alba), grangur (Oriolus oriolus), ciuf-pitic (Otus scops), viespar (Pernis apivorus), codroș de munte (Phoenicurus ochruros), codroșul de pădure (Phoenicurus phoenicurus), brumăriță de pădure (Prunella modularis), mărăcinar negru (Saxicola torquatus), sitar de pădure (Scolopax rusticola), rață cârâitoare (Spatula querquedula), turturică (Streptopelia turtur), silvie roșcată (Sylvia cantillans), silvie de câmp (Sylvia communis), pănțărușul (Troglodytes troglodytes), sturzul viilor (Turdus iliacus), mierlă (Turdus merula), sturz-cântător (Turdus philomelos), sturz (Turdus pilaris), sturzul de vâsc (Turdus viscivorus), pupăză (Upupa epops)
- amfibieni (1): Triturus carnifex
- nevertebrate (3): croitorul mare al stejarului (Cerambyx cerdo), fluturele purpuriu (Lycaena dispar), Osmoderma eremita
- reptile (1): țestoasa de baltă (Emys orbicularis)

Pe lângă speciile protejate, pe teritoriul sitului au mai fost identificate 8 specii de plante, 4 specii de amfibieni, 6 specii de mamifere, 1 specie de nevertebrate, 4 specii de reptile.